# جورج كورتز
جورج كورتز (بالإنجليزية: George Kurtz)‏ هو شخصية أعمال أمريكي، ولد في عقد 1970 في نيوجيرسي في الولايات المتحدة.